# Kattenvenne
Kattenvenne [ˈkatn̩ˌfɛnə] (plattdeutsch Kattenviën) ist ein Ortsteil der Gemeinde Lienen in der Region Tecklenburger Land (Kreis Steinfurt) am nördlichen Rand des Bundeslandes Nordrhein-Westfalen. Das Dorf liegt ungefähr mittig zwischen Münster und Osnabrück.

## Geographie
Kattenvenne ist die südöstlichst gelegene Ortschaft des Tecklenburger Landes. Sie liegt in der Westfälischen Bucht, südlich des Teutoburger Waldes. Umrandet wird Kattenvenne von den Orten Lienen, Lengerich, Ladbergen, Ostbevern und Glandorf. Nahe dem Ort sind die Naturschutzgebiete Heckenlandschaft Kattenvenne und Lilienvenn für Nordrhein-Westfalen ausgewiesen.

## Bernsteinhort
Der 1949 gefundene Bernsteinhort von Kattenvenne besteht aus vier Bronzehalsringen und neun Bernsteinperlen und stammt aus der Eisenzeit (6. Jahrhundert v. Chr.) Der Bernstein stammen aus der Nord- und Ostsee. Die Ringform war in der Hunsrück-Eifel-Kultur verbreitet. Der größte Ring wiegt 378 g und hat einen Durchmesser von 22 cm. Die Enden wurden als Verschluss zu Haken gebogen. Die größte Perle hat 6,6 cm Durchmesser, und die kleineren 3,0 bis 4,0 cm.

## Geschichte
Die erste Erwähnung von Kattenvenne ist in einem Vertrag aus dem Jahr 836, der im Kloster Corvey unterzeichnet wurde, zu finden. Hier heißt es:

„Tradiderunt Frekin et Heriman in Hadunveni quidquid ibi habuerunt. (…)“

Frekin und Heriman übertrugen, was sie in Hadunveni besaßen. Es wird vermutet, dass unter „Hadunveni“ die Urform des Namens Kattenvenne zu verstehen ist. Eine weitere urkundliche Erwähnung stammt aus dem Jahr 1312. Kattenvenne war vor allem wegen des Moors bekannt, in dem die Bauern der benachbarten Ortschaften Torf stachen. 1650 ist Kattenvenne als neu entstandene Bauerschaft aus der Lienener Bauerschaft Meckelwege ausgegliedert worden. Vermutlich hat ein Bauernhof in dieser Flur gelegen und so der neuen Bauerschaft ihren Namen gegeben. Der Name Katten und venn ist wahrscheinlich aus Venn = Moor und Gatt (ein wassergefülltes Loch) entstanden. Der Ortsname wurde früher fälschlicherweise von dem plattdeutschen Wort Katten (= Katzen) hergeleitet, diese sollen nachts durch das Moor geschlichen sein.
Der aktuelle Forschungsstand mehrerer Quellen betont, dass es keine zweifelsfreie Verbindung des Namens Hadunveni zu Kattenvenne gibt. Eine sichere Nennung liegt lediglich aus dem Jahre 1312 in dem Westfälischen Urkundenbuch (WUB VIII, Nr. 741, S. 263) als Schriftquelle vor und lässt über die Erwähnung im Corveyer Zeugnis auch seither Raum für unterschiedliche Interpretationen zu, welche den Hergang der Schenkung anzweifeln.
Mitte des 18. Jahrhunderts wurden schon 23 Höfe beurkundet. Die Entwicklung Kattenvennes als einheitliche Gemeinde beginnt allerdings erst infolge des Baus der Eisenbahnlinie Münster – Osnabrück zwischen 1868 und 1871. Die neue Eisenbahnlinie Rollbahn verschaffte dem Ort Aufschwung. Der Bahnhof Kattenvenne entsteht 1873 als Wohnhaus des Bahnmeisters. Es ist die Zeit des Deutsch-Französischen Krieges, daher sollen sich am Bau der Bahnlinie auch französische Kriegsgefangene beteiligt haben. Weitere Gebäude entstehen in der Umgebung des Bahnhofs im Laufe der 1870er Jahre und dienen als Wirtschaft und Bäckerei. 1877 eröffnet H. Beinecke am Bahnhof einen Holz- und Kohlehandel. Auf Betreiben von Pastor Wilhelm Kriege (1829–1913) aus Lienen, da die Bevölkerung Kattenvennes innerhalb von 50 Jahren sich verdoppelt hat, wird am 25. August 1887 der Grundstein der Kirche am Buchentor gelegt. Weihnachten 1887 wird in der noch unfertigen Kirche von Pastor Adolf Philipps (1862–1904) der erste Gottesdienst gehalten. Der Turm der Kirche wird erst 20 Jahre später 1897 gefertigt. 1889 wird Kattenvenne selbstständige Kirchengemeinde. Die Bevölkerung Kattenvennes ist bis in die 1960er Jahre trotz Auswanderung von ca. 400 Menschen in die USA und den Tod von 58 Kattenvennern im Ersten und 170 im Zweiten Weltkrieg stets gewachsen. 1961 zählt man 1358 Einwohner, 1984 bereits 1764. Im Folgenden ist das Dorf im Rahmen von Neubaugebieten stetig weitergewachsen.

## Verkehrsanbindung

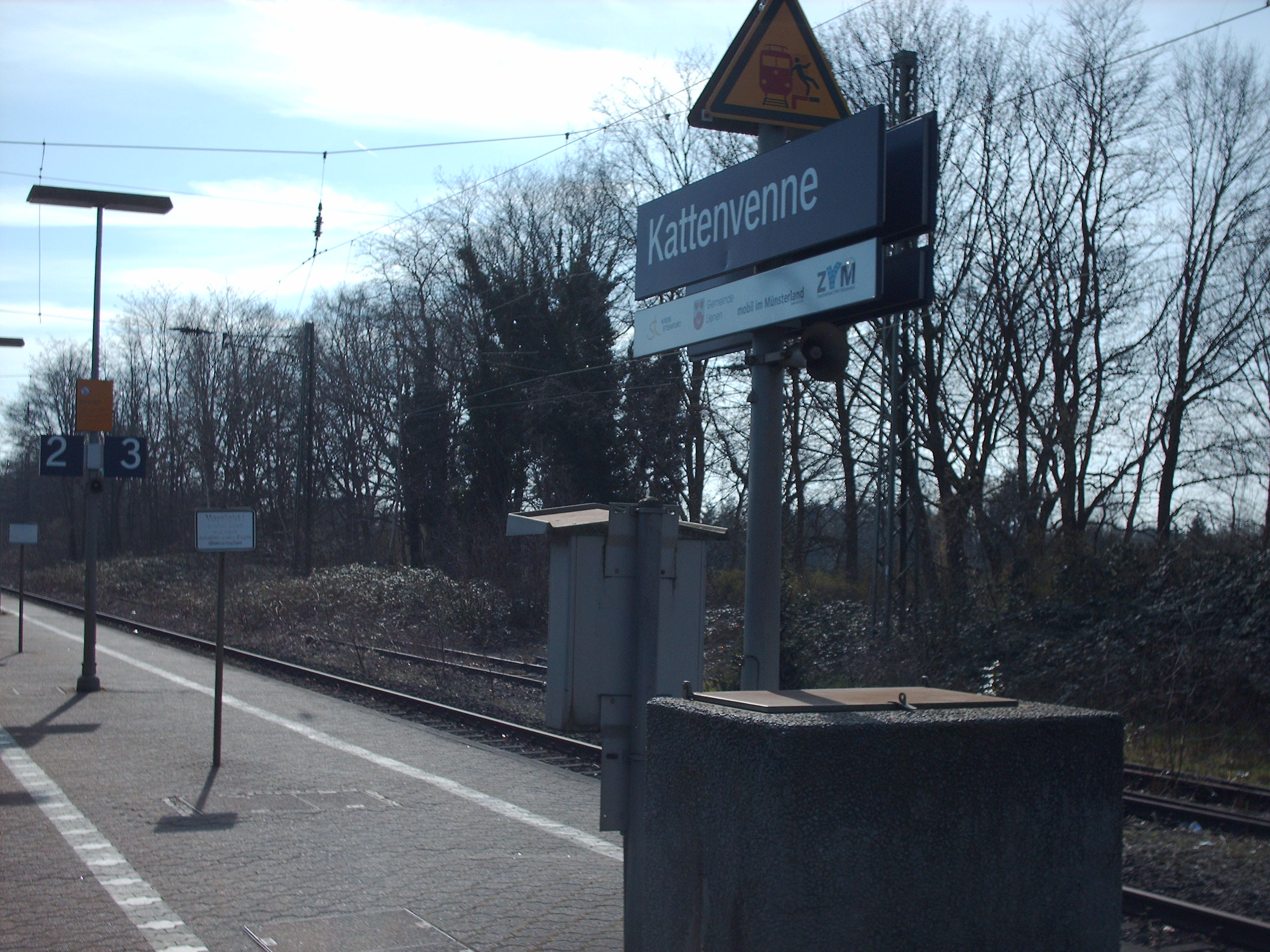
Bahnhof Kattenvenne

Kattenvenne hat einen Bahnhof an der Bahnstrecke Wanne-Eickel–Hamburg. Dieser bindet den Ort an den Regionalverkehr an. Die Linie RB 66 verkehrt im Zweistundentakt nach Münster und Osnabrück, im Zweistundentakt hält außerdem der Rhein-Haard-Express.
Der Bürgerbus B4 verbindet den Bahnhof Kattenvenne mit Lienen und Glandorf (Montag bis Freitag).
| Linie | Verlauf | Takt   |
| ----- | --- | ------ |
| RE 2  | Rhein-Haard-Express: Osnabrück Hbf – Hasbergen – Natrup-Hagen (zweistdl.) – Lengerich (Westf) – Kattenvenne (zweistdl.) – Ostbevern – Westbevern – Münster (Westf) Hbf – (Münster-Albachten – Senden-Bösensell – Nottuln-Appelhülsen – Buldern –)* Dülmen – (Sythen –)* Haltern am See – (Marl-Sinsen –)* Recklinghausen Hbf – (Recklinghausen Süd –)* Wanne-Eickel Hbf – Gelsenkirchen Hbf – Essen Hbf – Mülheim (Ruhr) Hbf – Duisburg Hbf – Düsseldorf Flughafen – Düsseldorf Hbf * Halt nur einzelner Züge im Nachtverkehr Stand: Fahrplanwechsel Dezember 2023 | 60 min |
| RB 66 | Teuto-Bahn: Osnabrück Hbf – Hasbergen – Natrup-Hagen – Lengerich (Westf) – Kattenvenne – Ostbevern – Westbevern – Münster (Westf) Hbf Stand: Fahrplanwechsel Dezember 2021 | 60 min |

Der Flughafen Münster/Osnabrück befindet sich etwa 15 km westlich zwischen Ladbergen und Greven. Mit dem Bus 140 ist dieser vom Bahnhof Kattenvenne direkt zu erreichen.
Nördlich verläuft die Bundesstraße 475, die von Glandorf nach Ladbergen zur Autobahn A1 führt.

## Infrastruktur im Ort
Öffentliche Einrichtungen sind die Grundschule mit Turnhalle sowie der Kindergarten. Die Kirche der evangelischen Gemeinde wird auch von den örtlichen Katholiken für die Messe genutzt.
Kattenvenne verfügt über diverse Geschäfte, Handwerksbetriebe und niedergelassene Ärzte.